# Starlite

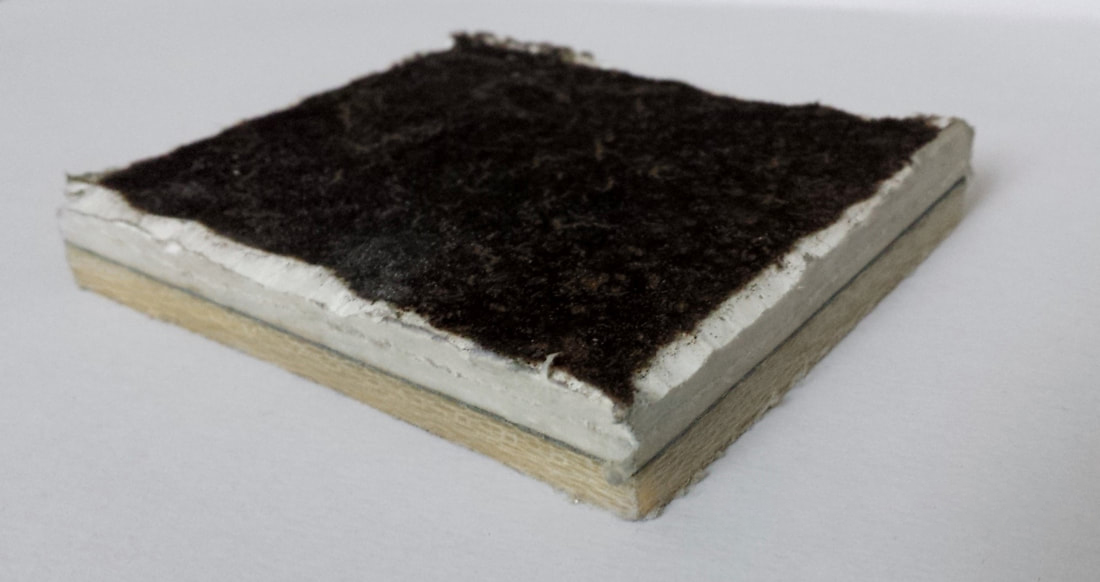

 Starlite  é um  material que afirma-se poder suportar e manter isolado (materiais revestidos por eles, como ovos) de calores extremos.  Foi inventado pelo químico amador Maurice Ward (1933-2011) durante os anos 1970 e 1980, recebendo considerável divulgação em 1993, graças à cobertura de ciência e tecnologia do programa Tomorrow's World. O nome Starlite foi cunhado por Kimberly, neta de Ward.
Apesar do interesse da NASA e de grandes empresas tecnológicas, Ward nunca revelou a composição do Starlite. Em dezembro de 2013, a composição do Starlite ainda era desconhecida. Ward já mencionou que os membros mais próximos de sua família conhecem o processo de fabricação, mas após sua morte nem sua esposa, nem uma de suas quatro filhas produziram qualquer amostra para demonstrar que dominam o processo.

## Propriedades
Conforme os dados obtidos nos testes, o Starlite mostra-se capaz de resistir a um ataque por feixe de laser cuja temperatura chega aos 10000 graus Celsius, embora possa ter refletido parte do feixe, o que ocasiona a queda de temperatura. Demonstrações ao vivo no programa Tomorrow's World e BBC Radio 4 mostraram que o Starlite poderia manter um ovo (revestido com o material) cru e frio o suficiente para ser pego com a mão nua, mesmo depois de cinco minutos exposto ao maçarico. Seria também capaz de impedir que um maçarico cause lesões à mão humana.
O ex-conselheiro científico chefe do Ministério da Defesa Sir Ronald Mason observou que "Maurice algumas vezes fala bobagens científicas, mas esse é realmente o material mais notável".

## Comercialização
Ward permitiu a várias organizações, tais como  Atomic Weapons Establishment e ICI, realizar testes em amostras, mas não lhes permitiu retê-las, com o receio de que fossem empregadas técnicas de engenharia reversa. Ward afirmava que sua invenção valia bilhões e insistia em reter 51% da propriedade da fórmula - postura que deve ter dificultado a venda massiva do Starlite.[carece de fontes?]
Embora Ward ter afirmado que teve discussões com organizações como a Nasa, ele era tão protetivo quanto à composição que, por medo de perder o controle dos direitos do material, não deixava nenhuma amostra ficar fora de sua vista.
Na época de sua morte, em maio de 2011, não parece ter havido comercialização de Starlite, e a formulação do material não foi liberada ao público. Aparentemente Ward revelou apenas a composição do material para a sua família.

## Composição
A composição do Starlite é um segredo muito bem guardado, mas tem-se dito que contem uma variedade de(orgânicos) polímeros e co-polímeros com aditivos orgânicos e inorgânicos, incluindo boratos e pequenas quantidades de cerâmica e outros ingredientes especiais de restrição - chegando num total de 21.  Talvez unicamente para um material que alega-se ser à prova de explosão e de extremo calor, alega-se que é pouco inorgânico e até 90 por cento orgânico.